# Greenwood, Quận Vernon, Wisconsin
Greenwood là một thị trấn thuộc quận Vernon, tiểu bang Wisconsin, Hoa Kỳ. Năm 2010, dân số của thị trấn này là 837 người.